# Synargis orestessa
Espèce
Synargis orestessa est un insecte lépidoptère appartenant à la famille  des Riodinidae et au genre Synargis.

## Taxonomie
Synargis orestessa a été décrit par Jacob Hübner en 1819.
Synonymes : Papilio orestes Cramer, 1780 ; Nymphidium arche Hewitson, 1865 ; Nymula orestes orestes f. cinerea Stichel, 1925 ; Emesis pseudomandana Röber, 1927.

### Nom vernaculaire
Synargis  orestessa se nomme Orestessa Metalmark en anglais

## Description
Synargis  orestessa est un papillon au dessus orange orné de cuivré, aux ailes antérieures une bordure du bord externe en globant l'apex, puis, après une bande orange uni, diverses marques cuivrées et aux postérieures une ligne submarginale de marques cuivrées entourées d'orange et des lignes cuivrée

## Biologie
Elle est mal connue.

## Écologie et distribution
Synargis  orestessa est présent en Guyane, en Guyana, au Surinam, en Équateur et au  Brésil.

### Biotope
Il réside dans la forêt amazonienne, souvent sur la canopée.

### Protection
Pas de statut de protection particulier.